# Kangarosa
Kangarosa Framenau, 2010 è un genere di ragni appartenente alla famiglia Lycosidae.

## Distribuzione
Le 10 specie note di questo genere sono state reperite in Oceania: nove specie in territorio australiano, la sola K. tasmaniensis è stata rinvenuta in Tasmania. La specie dall'areale più vasto è la K. pandura, rinvenuta in diverse località del Nuovo Galles del Sud, di Victoria e del Territorio della Capitale Australiana.

## Tassonomia
Le caratteristiche di questo genere sono state descritte dall'analisi degli esemplari tipo Lycosa properipes Simon, 1909, effettuata dall'aracnologo Framenau in un lavoro del 2010.
Non sono stati esaminati esemplari di questo genere dal 2010.
Attualmente, a febbraio 2017, si compone di 10 specie:
1. Kangarosa alboguttulata (L. Koch, 1878) — Queensland, Nuovo Galles del Sud
2. Kangarosa focarius Framenau, 2010 — Victoria
3. Kangarosa ludwigi Framenau, 2010 — Queensland, Nuovo Galles del Sud
4. Kangarosa nothofagus Framenau, 2010 — Victoria
5. Kangarosa ossea Framenau, 2010 — Queensland
6. Kangarosa pandura Framenau, 2010 — Territorio della Capitale Australiana, Victoria, Nuovo Galles del Sud
7. Kangarosa properipes (Simon, 1909)[2] — Australia occidentale
8. Kangarosa tasmaniensis Framenau, 2010 — Tasmania
9. Kangarosa tristicula (L. Koch, 1877) — Queensland, Nuovo Galles del Sud
10. Kangarosa yannicki Framenau, 2010 — Nuovo Galles del Sud

### Sinonimi
- Kangarosa phegeia (Simon, 1909); trasferita dallo status di sottospecie di Trochosa tristicula e posta in sinonimia con K. properipes (Simon, 1909) a seguito del lavoro dell'aracnologo Framenau del 2010[1].